# Kasteel Rosmeulen
Kasteel Rosmeulen is een kasteel in Nerem in de Belgische gemeente Tongeren in de provincie Limburg. Het kasteel is gelegen aan de Neremstraat en het Neremsplein. De oorspronkelijke naam van het gebouw was "La Brise", een verwijzing naar de wijk "Op de Bijs".
Het kasteel is een landhuis en bestaat uit een veelhoekig kasteelgebouw dat omgeven wordt door een park. Het gebouw is bereikbaar via een monumentaal inkomhek dat toegang geeft tot een brug in rococostijl. Twee sfinxen bewaken de brug. 

## Gebouwen en park
Kasteel Rosmeulen werd opgetrokken aan het begin van de 20e eeuw en is een unieke combinatie van art-nouveaustijl en neorococo. Het gebouw is volledig onderkelderd en wordt bedekt door een mansardedak belegd met pannen uit leisteen. De gevels worden gekenmerkt door een verscheidenheid aan bouwkundige ornamenten zoals erkers, een zuilenrij, balkons, risalieten, stucwerk en een ronde hoektoren die bedekt wordt door een koperen koepel.
Het gelijkvloers heeft majestueuze plafonds van maar liefst 5 meter hoog. De inkomhal omvat een waaiervormige trap in rosé marmer en een art-nouveauglasraam dat een jachtscène voorstelt. Het kasteel beschikt over een bruto oppervlakte van 1947 m² verspreid over vier verdiepingen (kelder, gelijkvloers, tussenverdieping, eerste en tweede verdieping, zolderkamer) en telt 111 vensters.
Achter het kasteel ligt een zwembadgebouw van 322 m² groot. Via een tunnel maakt het poolhouse verbinding met het kasteelgebouw.
Het kasteelpark is 2,5 ha groot en ligt op een heuvel. De voortuin bestaat uit een Italiaanse tuin met diverse kronkelende wandelpaden, vijvers en fonteinen en een heuse rocaille, kenmerkend voor de rococotuinen. De achtertuin is aangelegd als Engelse landschapstuin met onder meer honderdjarige kastanjes, notenbomen, beuken en eiken. Helemaal achteraan ligt een ommuurde moestuin met serre en stenen toiletgebouwtje.

## Geschiedenis en bewoners
De bouwheer van kasteel Rosmeulen was Florent Rosmeulen, eigenaar van de voormalige peperkoek- en chocoladefabriek die aan de overkant van de Neremstraat lag. In 1913 gaf hij opdracht tot de bouw van het kasteel. Tijdens de Eerste Wereldoorlog werd de bouw stopgezet om erna te worden hervat. Door financiële moeilijkheden en diefstal werd de binnenafwerking niet voltooid. Bij het overlijden van Florent Rosmeulen in 1943 had de bouwheer zijn kasteel nooit bewoond. Florent Rosmeulen was tijdens de Eerste Wereldoorlog geldschieter van de Belgische regering. Hij smokkelde ook berichten naar het Belgische Consulaat in Den Haag. Om die redenen kreeg hij een voorstel van zijn vriend George Meyers uit Tongeren om verheven te worden tot baron. Dit wees hij evenwel van de hand. Uiteindelijk kreeg hij de titel: ridder in de Orde van Leopold II. George Meyers werd later baron.
Tijdens de Tweede Wereldoorlog legerden Amerikaanse militairen in het kasteel. Zij gebruikten het gebouw voor huisvesting en als wasserij. Tijdens de oorlog was het kasteel onderhevig aan vernielingen door de soldaten, na de oorlog stalen burgers allerlei bruikbare materialen. 
Na de Tweede Wereldoorlog kwam het kasteel in handen van Hubert Duesberg-Bosson, die ook de voormalige chocoladefabriek aan de overkant kocht. Hier installeerde hij een fabriek van textielmachines. Het kasteel gebruikte hij als bureelruimte, telefonielokaal, eetzaal, onderdak en toiletruimtes. Hubert Duesberg-Bosson was ridder in de Kroonorde en ridder in de Orde van Leopold II. Zijn echtgenote was Angele de Grenade. De familie Duesberg-Bosson kende verscheidene huwelijken in adellijke families zoals de Sauvage Vercour, Stas de Richelle, van Zuylen, Simonis en Braun.
Tussen 1966 en 1972 was Luc Blijweert eigenaar van het kasteel, waarna het in handen kwam van de familie Riskin. Jean Riskin stichtte een tinfabriek in de voormalige chocoladefabriek. Het kasteel onderging een grondige renovatie met onder meer een totaalinrichting van het gelijkvloers, aanleg van elektriciteit en centrale verwarming, bouw van het zwembadgebouw en tunnel en herstel van de tuinen, vijvers en balustrades. Jean Riskin verbleef in kasteel Rosmeulen gedurende 44 jaar, van 1972 tot aan zijn overlijden in 2016. Helaas werd het gebouw en het park na zijn overlijden niet tot nauwelijks onderhouden.
Midden 2020 koopt Dirk D'haese kasteel Rosmeulen. Hij is cardioloog en actief in de wereld van assistentiewoningen. Sindsdien ondergaan kasteel en park een grondige restauratie- en renovatiebeurt.